# Fosinopril
Fosinopril är en så kallad ACE-hämmare som används för att behandla högt blodtryck. Läkemedlet kan antingen användas som en fristående läkemedelsbehandling eller tillsammans med andra läkemedel. Fosinopril har en blodtrycksreglerande verkan då läkemedlet kan hämma de ämnen i kroppen som orsakar sammandragningar av blodkärlen. Patienter som tar läkemedlet kan således få ett förbättrat blodflöde och patientens hjärta kan pumpa blod på ett mer effektivt sätt.
Om högt blodtryck inte behandlas kan hjärta, hjärna, blodkärl, njurar och andra kroppsdelar ta skada. Fosinopril tas vanligtvis en eller två gånger per dag i form av en tablett som sväljs. Läkemedlet kan reglera högt blodtryck och förebygga hjärtsvikt men inte bota något av tillstånden.